# St. Michael (Ettleben)

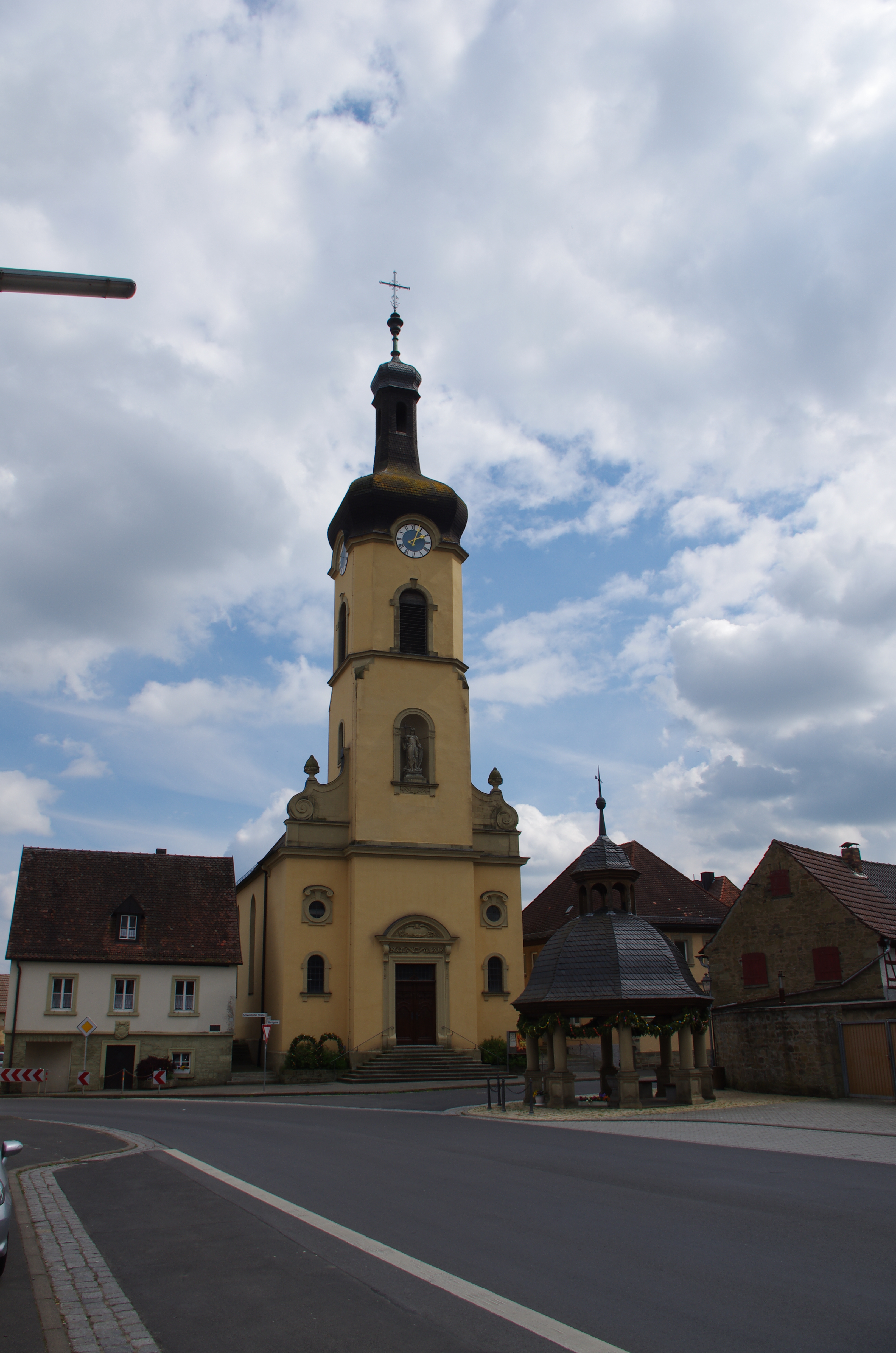
St. Michael (Ettleben)

Die römisch-katholische Kirche St. Michael ist ein denkmalgeschütztes Kirchengebäude, das in Ettleben steht, einem Gemeindeteil des Marktes Werneck im Landkreis Schweinfurt (Unterfranken, Bayern). Unter der Denkmalnummer D-6-78-193-86 ist die Kirche als Baudenkmal in der Bayerischen Denkmalliste eingetragen. Die Pfarrei gehört zur Pfarreiengemeinschaft Maria im Werntal im Dekanat Schweinfurt-Süd des Bistums Würzburg.

## Beschreibung
Die neobarocke Saalkirche wurde 1899 erbaut. Sie hat im Osten des Langhauses einen eingezogenen Chor und im Westen einen dreigeschossigen Fassadenturm auf quadratischem Grundriss, der mit einer Welschen Haube bedeckt ist. Der Kirchturm des Vorgängerbaus, der im Kern um 1600 gebaut wurde, hatte damals einen Knickhelm. Das oberste Geschoss des Turms beherbergt die Turmuhr und den Glockenstuhl, in dem vier Kirchenglocken hängen. Aus der Zeit des Barock haben sich eine Statue der unbefleckten Empfängnis von 1786 und eine Statue des Heiligen Michael erhalten. Im nachfolgenden Empire bekommt der Hochaltar eine Kreuzigungsgruppe und zwei kniende Engel. Die Kanzel mit Schalldeckel stammt auch aus dieser Epoche. Von Ludwig Kandler stammen die Deckenmalereien im Langhaus und im Chor, ferner malte er die Vierzehn Stationen des Kreuzweges. Das Taufbecken stammt noch aus dem Vorgängerbau.